# La Ligue des justiciers : Conflit sur les deux Terres
Pour plus de détails, voir Fiche technique et Distribution.
La Ligue des justiciers : Conflit sur les deux Terres (Justice League: Crisis on Two Earths) est un film d'animation américain réalisé par Sam Liu et Lauren Montgomery, sorti directement en vidéo en 2010, 7e film de la collection DC Universe Animated Original Movies.
Le film est une histoire originale issue du projet abandonné Justice League: Worlds Collide qui devait faire le lien entre la fin de la série télévisée Justice League et de sa suite La Nouvelle Ligue des justiciers (Justice League Unlimited). Ce projet a été mis de côté pour cause de ressources insuffisantes afin de produire la série télévisée et le film en même temps.
Sans en être une copie, le scénario emprunte ses prémices à deux sagas du comic book de la Ligue des Justiciers d'Amérique : les épisodes 29 et 30 de la saga Crisis on Earth Three de Gardner Fox et la saga JLA: Earth 2 de Grant Morrison. On y trouve notamment un Lex Luthor héroïque venu d'un univers parallèle pour aider la Ligue des Justiciers à combattre le Syndicat du Crime. Il n'existe aucun lien avec le précédent film La Ligue des justiciers : Nouvelle Frontière de la même collection.

## Synopsis
Dans un univers parallèle, Lex Luthor et le Fou du Roi sont des héros. Après avoir dérobé un élément technologique dans un des repaires secrets du Syndicat du Crime, une version maléfique de la Ligue des Justiciers d'Amérique, ils tentent de s'échapper mais le Fou du Roi doit se sacrifier en emportant avec lui les doubles maléfiques de J'onn J'onzz et de Hawkgirl. Lex Luthor se retrouve alors seul pour affronter le reste du Syndicat du Crime mais parvient à se téléporter vers l'univers de la Ligue des Justiciers d'Amérique.
Une fois débarqué dans notre univers, Lex Luthor se rend à la police qui fait alors appel à la Ligue pour s'occuper de lui (après qu'il a été fouillé au corps). Grâce à sa vision à rayons X, Superman confirme qu'il s'agit bien d'un autre Lex Luthor, et que celui de son univers est bel et bien emprisonné à la prison de Stryker. La Ligue des Justiciers accepte alors de l'écouter et de l'aider à combattre le Syndicat du Crime qui fait régner la terreur sur son monde et élimine un à un les équipiers de Luthor. À la suite d'un débat houleux, Batman décide de rester sur la base orbitale de la ligue (la Tour de Guet), arguant que la Ligue n'est déjà pas assez nombreuse pour gérer les problèmes sur Terre pour en plus gérer ceux du monde de Luthor. Lex téléporte les justiciers dans son monde, pendant que Batman reste pour terminer la reconstruction de la Tour de Guet.
La Ligue débarque alors dans un monde parallèle où Slade Wilson est le président des États-Unis. Dans cet univers, la Terre est soumise aux exactions du Syndicat du Crime que seule la crainte de représailles nucléaires contre leur station lunaire tient en respect.
Dans le but de contrebalancer la menace nucléaire, le Syndicat du Crime charge Owlman de développer une arme présumée plus puissante : le Quantum Eigenstate Device (ou Appareil Quantique d'Eigenstate). Lorsque Superwoman l'interroge, Owlman admet que son arme peut détruire toutes les réalités. En partant du principe que chaque univers parallèle est la conséquence de choix pris par leurs alter-ego, Owlman se met en quête de la Terre Première, la planète originelle. Étant nihiliste, il croit que le seul choix qui ne soit pas invalidé par la création d'un univers opposé est la destruction du multivers lui-même. Superwoman souligne que même son propre caractère "psychopathe meurtrier" n'est rien comparé à la folie de Owlman.
À l'ultime seconde, les plans d'Olwman sont déjoués par Batman qui l'expédie - avec son arme - dans un monde inhabité et dont la destruction n'entraîne aucun drame. Avant que le QED n'explose, Owlman a encore la possibilité d'arrêter le compte à rebours mais se ravise, en concluant, nihiliste : "Cela n'a aucune importance."
Batman rejoint la Ligue dans l'univers du Syndicat du Crime grâce au portail inter-dimensionnel ouvert et maintenu par Johnny Quick, l'alter-ego de Flash. Ce dernier s'était proposé pour la tâche, mais Batman ayant estimé le risque de mortalité trop élevé, avait prétexté une plus grande vélocité de Johnny Quick pour empêcher Flash de mettre sa vie en jeu. Il lui témoigne ainsi, à sa manière très particulière, son affection, chose dont Flash doutait au tout début du film. Johnny Quick meurt au moment où les Marines des États-Unis et le président Wilson débarquent sur la lune, emmenés par J'onzz, pour arrêter les membres du Syndicat du Crime.
Le président Wilson remercie la Ligue des Justiciers d'Amérique pour avoir libéré son monde. Ces derniers retournent ensuite dans leur univers, non sans avoir emmené l'avion invisible de Owlman que Wonder Woman avait subtilisé plus tôt dans le film.
En raison d'un effectif trop restreint, Batman décide d'ouvrir la Ligue à de nouveaux membres, auxquels il avait fait appel lorsque les autres héros étaient partis dans l'univers parallèle. Ainsi, Aquaman, Red Tornado, Black Lightning, Firestorm et Black Canary font leur entrée.

## Fiche technique
- Titre original : Justice League: Crisis on Two Earths
- Titre français : La Ligue des justiciers : Conflit sur les deux Terres
- Réalisation : Sam Liu et Lauren Montgomery
- Scénario : Dwayne McDuffie, d'après les personnages de DC Comics
- Musique : James L. Venable
- Direction artistique du doublage original : Andrea Romano
- Son : Robert Hargreaves, John Hegedes, Mark Keatts
- Montage : Margaret Hou
- Animation : Yun Jae Go, In Jung, Joong Ho Park, James T. Walker, Seung-Hoon Yoo
- Production : Bobbie Page
  - Coproduction : Alan Burnett
  - Production déléguée : Sam Register et Bruce Timm
- Sociétés de production : Warner Bros. Animation et DC Entertainment
- Société de distribution : Warner Premiere
- Pays de production :  États-Unis
- Langue originale : anglais
- Genre : animation, super-héros
- Durée : 75 minutes
- Dates de sortie :
  - États-Unis : 23 février 2010
  - France : 28 janvier 2017 (Diffusion TV)[1]
- Classification : PG-13 (interdit -13 ans) aux États-Unis

 Sauf indication contraire, les informations mentionnées dans cette section peuvent être confirmées par la base de données cinématographiques IMDb,  présente dans la section « Liens externes ».

## Distribution

### Voix originales
- Mark Harmon : Superman
- William Baldwin : Batman
- Vanessa Marshall : Wonder Woman
- Josh Keaton : Flash, Aquaman
- Nolan North : Green Lantern, Power Ring
- Jonathan Adams : J'onn J'onzz
- Chris Noth : Lex Luthor
- Bruce Davison : Président Slade Wilson
- Freddi Rogers : Rose Wilson
- James Woods : Owlman
- Gina Torres : Superwoman
- Brian Bloom : Ultraman
- James Patrick Stuart : Johnny Quick, Le Fou du Roi
- Carlos Alazraqui : Breakdance
- Richard Green : Mister Action
- Jim Meskimen : Captain Super et Archer
- Andrea Romano : Ordinateur de la Tour
- Bruce Timm : Uncle Super et Captain Super Jr.
- Kari Wuhrer : Model Citizen et Black Canary
- Cedric Yarbrough : Firestorm et Black Lightning

### Voix françaises
- Emmanuel Jacomy : Superman
- Adrien Antoine : Batman
- Delphine Braillon : Wonder Woman
- Christophe Lemoine : Flash
- Michel Vigné : Aquaman, Président Slade Wilson
- Pierre Tessier : Green Lantern
- Gérard Darier : Power Ring
- Philippe Peythieu : J'onn J'onzz
- Paul Borne : Lex Luthor
- Claire Baradat : Rose Wilson
- Patrick Béthune : Owlman
- Laura Zichy : Superwoman
- Damien Ferrette : Ultraman
- Yoann Sover : Johnny Quick
- Xavier Fagnon : Le Fou du Roi
- Paolo Domingo : Breakdance, Firestorm
- Cédric Ingard : Mister Action, Captain Super
- Barbara Beretta : Ordinateur de la Tour, Model Citizen, Black Canary

Société de doublage VF : Dubbing Brothers, adaptation VF : Michel Berdah, direction artistique VF : Réjane Schauffelberger
 Source : voix originales et françaises sur Latourdesheros.com.

## Bande originale
1. Break In (3:13)
2. Finish What the Jester Started / Main Title (3:24)
3. Only Surviving Member / Police Station / Of Course We'll Help (3:09)
4. Headquarters Battle (4:07)
5. Battle in the Sky (3:59)
6. QED Monologue / Crime Syndicate / Made Men / Flash and Jon Shipyard Battle (4:53)
7. Sup and Lex Fight Jimmy and Ultraman (3:07)
8. Owlman Multiverse Monologue / President Office Monologue (2:25)
9. Rose Garden and Ultraman Intimidation / Superwoman Toys with Bats / Batman Pissed at Luthor / Sniper Red Archer / Owlman Gets Quantum Trigger (4:31)
10. Perimeter Breach Watchtower (5:10)
11. Rose and Jon Mindmeld / Owlman's End / Batman Owlman Fight (4:44)
12. Moonbase Intro / Is This Just a Little Too Easy / Moonbase Battle (6:25)
13. Teleport (3:10)
14. Jon Says Goodbye / Johnny Burns Out / Cavalry (3:37)
15. Ending / End Credits (4:04)

## Sortie
L'édition collector (deux DVD) comprend le court métrage DC Showcase: The Spectre centré sur le personnage de Spectre ainsi que l'épisode en deux parties Un monde meilleur de la série télévisée La Ligue des justiciers où l'on retrouve les Seigneurs de Justice.

## Accueil critique
Sur SensCritique, le film reçoit la note moyenne de 6,7⁄10.